# Podwale (Komórki)
Podwale – część wsi Komórki w Polsce, położona w województwie świętokrzyskim, w powiecie kieleckim, w gminie Daleszyce.
W latach 1975–1998 Podwale administracyjnie należało do województwa kieleckiego.